# Homefront
Homefront um jogo eletrônico do gênero tiro em primeira pessoa desenvolvido pela extinta Kaos Studios e publicado pela THQ, no qual os jogadores jogam como membros de um movimento de resistência num futuro próximo, lutando contra a Coreia do Norte devido a uma ocupação Norte-Coreana nos Estados Unidos. Enquanto a história foi anunciada por ser escrita por John Milius (escritor e diretor de Red Dawn), Gamasutra relatou que mais ex-funcionários receberiam os créditos, como o escritor C.J. Kershner  pelo roteiro de Homefront, alegando que Milius não escreveu uma única palavra. Foi lançado para Microsoft Windows, PlayStation 3 e Xbox 360 em 15 de março de 2011 na América do Norte; 17 de março de 2011 em Portugal; 18 de março de 2011 na Europa e em 14 de abril de 2011 no Japão.